# نمی‌توانم نفس بکشم (ترانه هر)
«نمی‌توانم نفس بکشم» (انگلیسی: I Can't Breathe) ترانه‌ای از خوانندهٔ آمریکایی هر است. این ترانه در ۱۹ ژوئن ۲۰۲۰ توسط آرسی‌ای رکوردز منتشر شد. این ترانه توسط هر، دیرنست دیمیل امیلی دوم و تیارا توماس نوشته شده و توسط دیرنست دیمیل امیلی دوم تهیه شده‌است. این ترانه در شماره ۲۰ جدول ترانه‌های آراندبی بیلبورد ایالات متحده قرار گرفت. «نمی‌توانم نفس بکشم» در شصت و سومین مراسم جایزه گرمی در سال ۲۰۲۱ برنده جایزهٔ ترانه سال شد.